# Watusirund

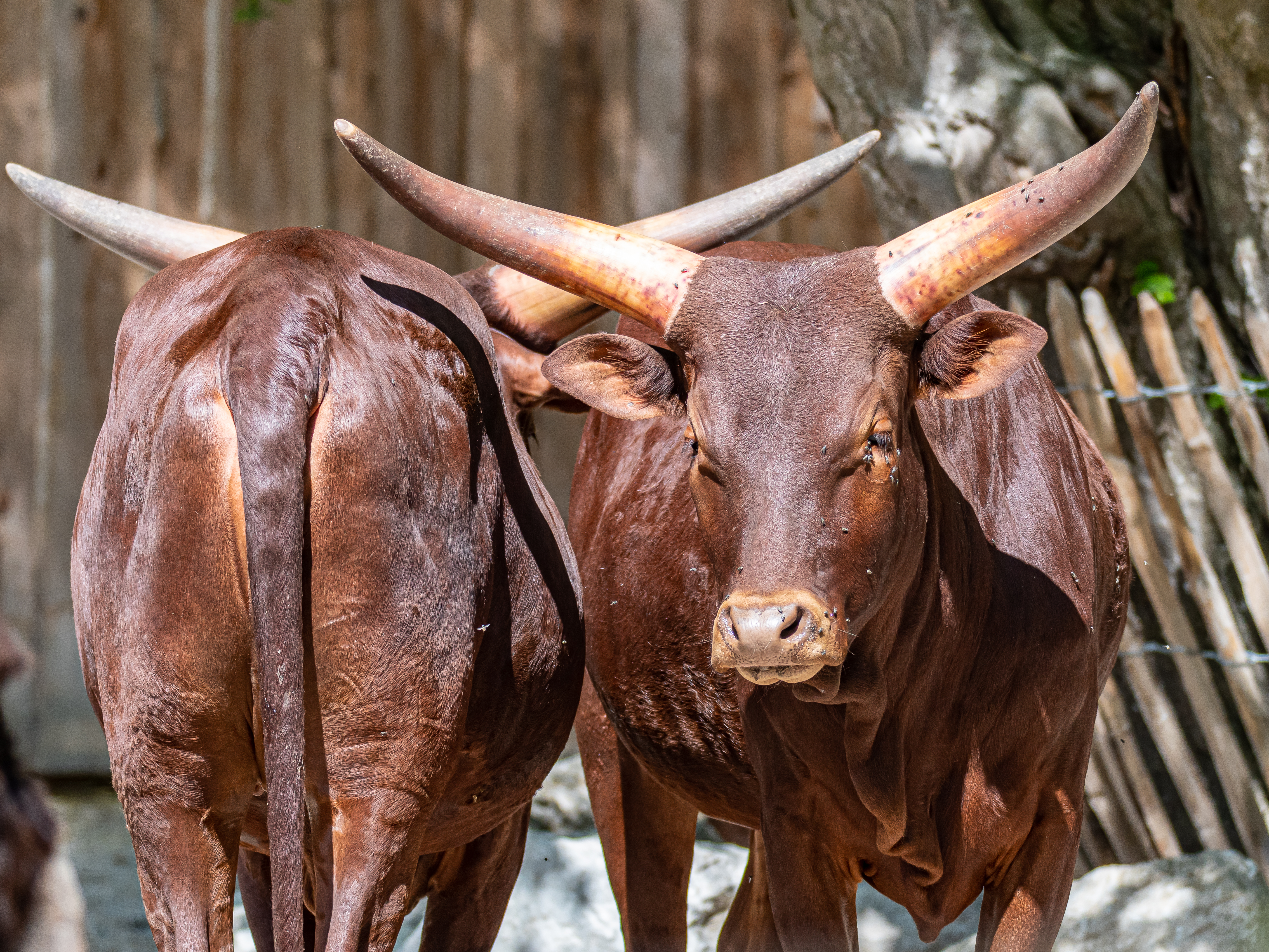
Watusirund, Zoo Salzburg

Het Watusirund (ook wel Watutsirund of Watoetsirund) is een rund afkomstig uit Afrika. Ze hebben enorme hoorns. Het Watusirund is een afstammeling van het oerrund, dat in de 17de eeuw uitgestorven is. De runderen spelen al zo'n 6000 jaar een belangrijke rol in het leven van verschillende Afrikaanse stammen zoals de Tutsi en Ankole. De runderen bezorgden een stam zowel eten, betaalmiddel als status. De runderen met de langste hoorns behoorden toe aan de koning en werden als heilig beschouwd.
De dieren zijn ook in andere continenten uitgezet, waardoor het dier niet langer bedreigd is.